# Plocèids

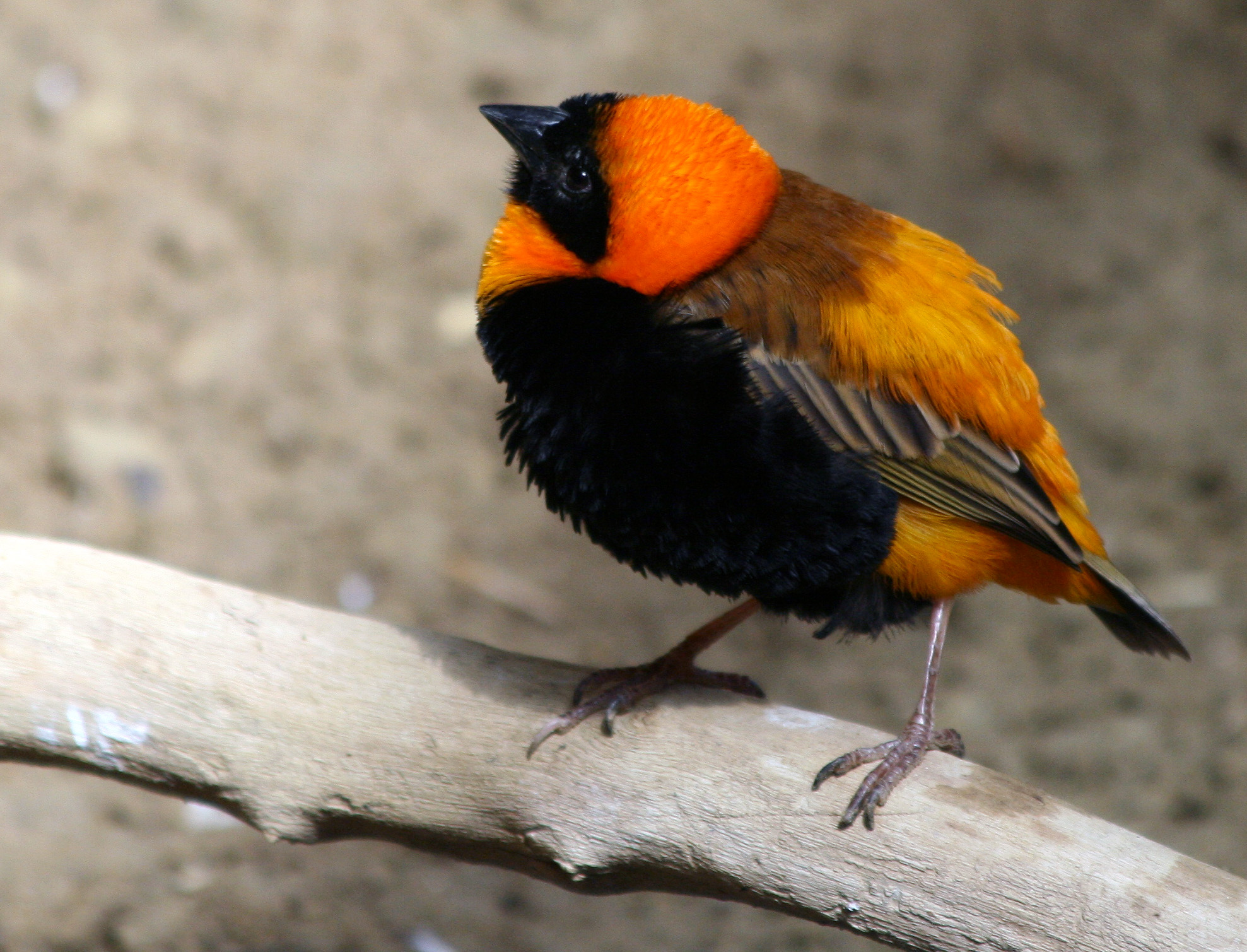
Mascle de Teixidor vermell (Euplectes orix)

Els ploceids (Ploceidae) són una família d'ocells de l'ordre dels passeriformes, notòria pels elaborats nius que fabrica.

## Morfologia
- Són ocells de complexió robusta, amb un bec curt i fort. Algunes espècies forestals i insectívores tenen el bec més feble.
- Fan 11.5 – 65 cm si incloem la llarga cua d'Euplectes progne.
- El plomatge, amb freqüència, és molt vistós, en colors grocs, vermells o negres lluents. Sovint les femelles són molt més apagades.

## Hàbitat i distribució
Viuen en hàbitats variats que van des de zones semiàrides i sabanes, fins boscos tropicals, sobretot per Àfrica, però també en Aràbia, Àsia meridional, Xina i sud-est asiàtic.

## Reproducció
Generalment nien en colònies. Els nius són coberts, penjant de les rames i molt elaborats. Ponen 2 – 4 ous de color i dibuix molt variat.

## Alimentació
En general mengen llavors, però hi ha espècies bàsicament insectívores.

## Llista de gèneres
Segons la classificació del Congrés Ornitològic Internacional (versió 11.1, 2021) aquesta família es compon de 15 gèneres amb 124 espècies:
- Gènere Bubalornis, amb dues espècies.
- Gènere Dinemellia, amb una espècie: bufaler capblanc (Dinemellia dinemelli)
- Gènere Plocepasser, amb 4 espècies.
- Gènere Histurgops, amb una espècie: teixidor cua-rogenc (Histurgops ruficauda)
- Gènere Pseudonigrita, amb dues espècies.
- Gènere Philetairus, amb una espècie: teixidor republicà social (Philetairus socius)
- Gènere Sporopipes, amb dues espècies.
- Gènere Amblyospiza, amb una espècie: teixidor becgròs (Amblyospiza albifrons)
- Gènere Ploceus, amb 64 espècies.
- Gènere Malimbus, amb 10 espècies.
- Gènere Anaplectes, amb una espècie: teixidor cap-roig (Anaplectes rubriceps)
- Gènere Quelea, amb tres espècies.
- Gènere Foudia, amb 7 espècies.
- Gènere Brachycope, amb una espècie: teixidor cuacurt (Brachycope anomala)
- Gènere Euplectes, amb 17 espècies.